# Norantea guianensis
Norantea guianensis là một loài thực vật có hoa trong họ Marcgraviaceae. Loài này được Aubl. mô tả khoa học đầu tiên năm 1775.

## Hình ảnh

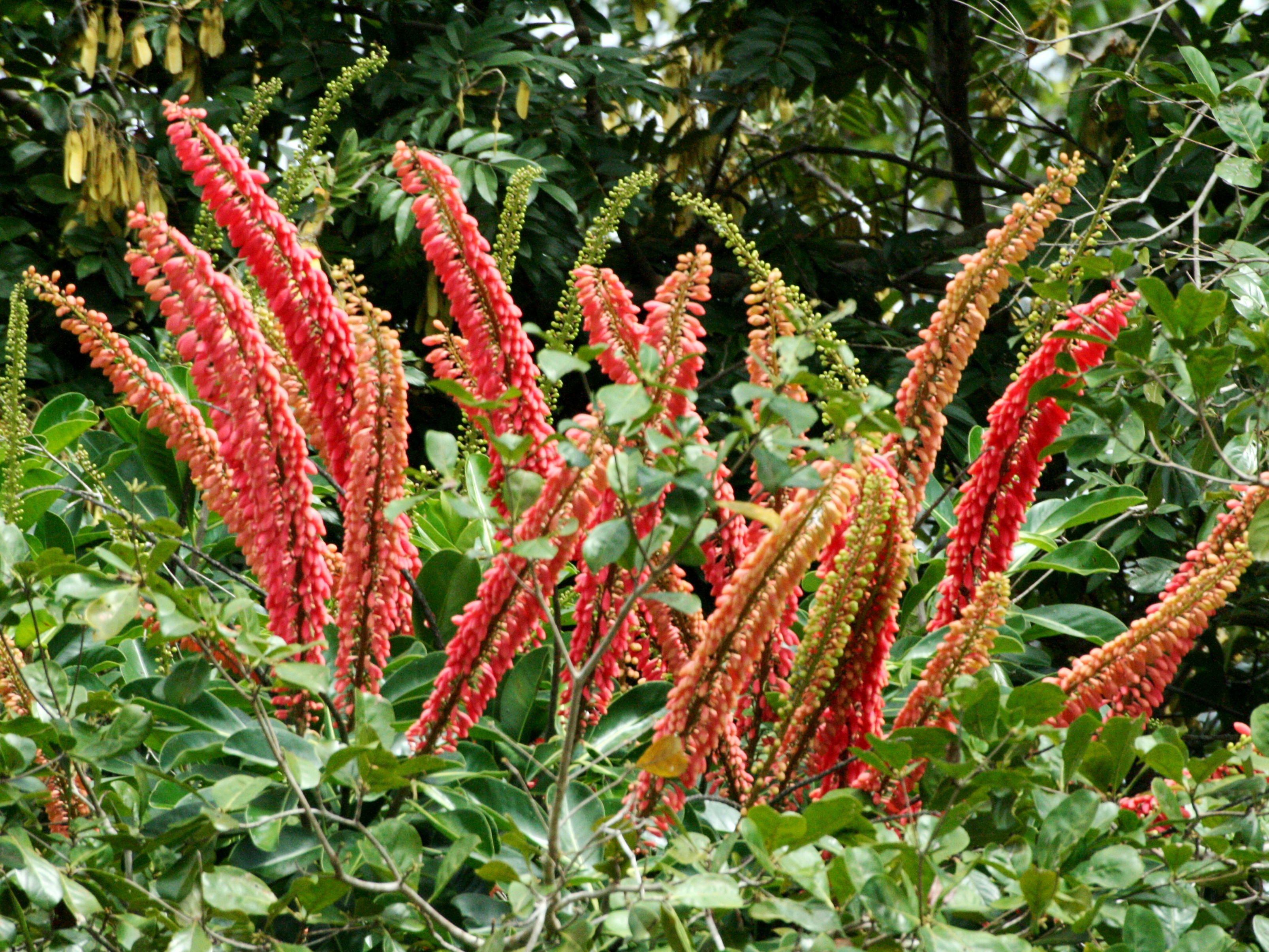
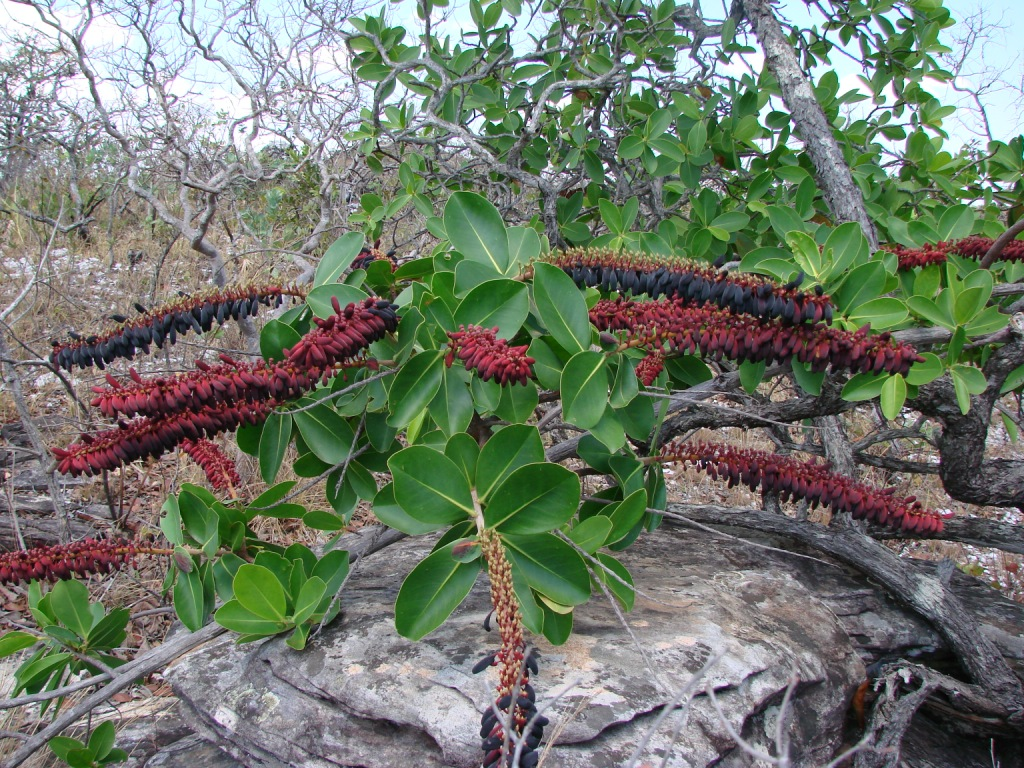
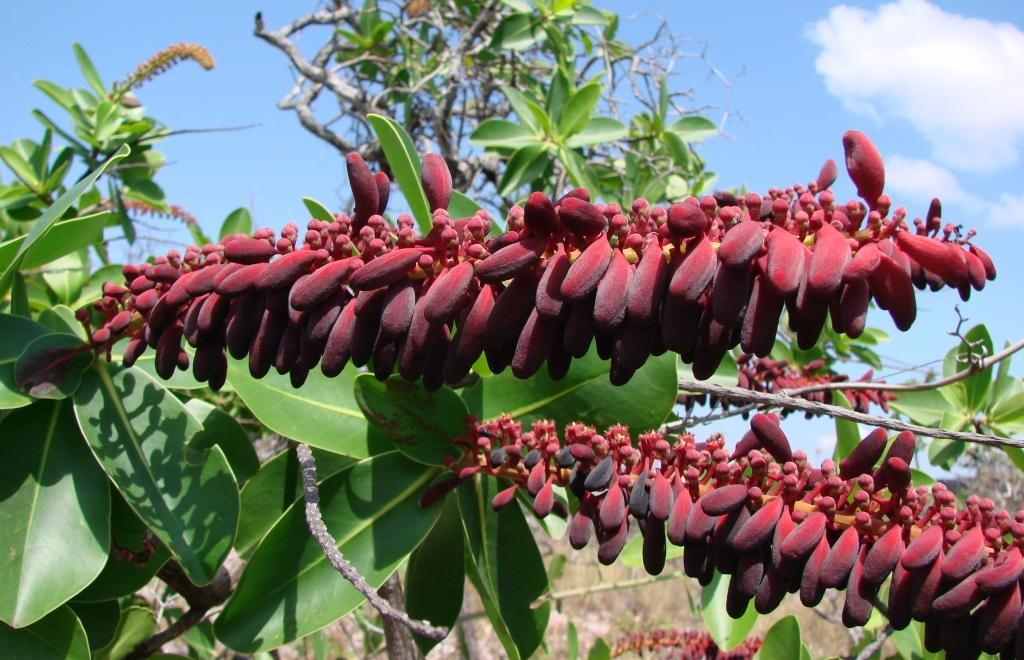